# Monumbo Bay
Die Monumbo Bay (auch: Potsdam Harbour, in der deutschen Kolonialzeit Potsdamhafen) ist eine Bucht im Nordwesten von Papua-Neuguinea im Distrikt Bogia der Madang-Provinz.

## Geographie
Die Bucht liegt auf einer schmalen Ebene einem Gebirge vorgelagert. Das Gebiet ist vulkanischen Ursprungs und die Küstenlinie ist von gehobenen Korallenkalken geprägt. In der Bucht, die nordwestlich vom Damage Point und südöstlich vom Komana Point begrenzt wird, liegt Malagere Island.
Die Ufer sind besiedelt und von Plantagenwirtschaft geprägt. Die Siedlungen Potsdam und Yawar liegen an der Küste der Bucht.

## Geschichte
Zur deutschen Kolonialzeit in Neuguinea wurde die Bucht am 21. Mai 1885 von Otto Finsch auf der Samoa gesichtet aber nicht weiter untersucht. 1886 wurde die Bucht dann von Georg von Schleinitz besucht und benannt.
Die Neuguinea-Kompanie betrieb zur deutschen Zeit große Kokos- und Gummibaumplantagen im Gebiet sowie eine Handelsstation an der Bucht. Im Mittelpunkt der Bucht siedelte sich die Steyler Mission mit ihrer Niederlassung Monumbo an, welche seit ihrer Gründung 1899 ebenfalls große Plantagen betrieb. Der Steyler Missionar Franz Vormann (1868–1929), der als Mitbegründer der katholischen Mission und Kirche in Neuguinea gilt, forschte vor dem Ersten Weltkrieg einige Zeit in der Umgebung von Potsdam Harbour Sprache und Kultur des dort ansässigen Volksstamm der Monumbo.
Im geschützten westlichen Teil der Bucht lag eine kleine Landungsbrücke für die Verschiffung von Kopra. Der Norddeutsche Lloyd lief Potsdamhafen mit seinem Reichspostdampfer Manila an für die Übernahme der Kopra und anderer Produkte der Plantagen.
Während des Zweiten Weltkriegs lag das Old Nubia Airfield innerhalb der Potsdam Plantage an der Bucht. Die 1200 m lange Landebahn wurde allerdings während des Krieges weder von der japanischen Luftwaffe noch von den Alliierten genutzt. Stattdessen brachte die japanische Armee nach der Eroberung von Madang im Januar 1943 dort gefangene chinesische Zivilisten dorthin, die auch Zwangsarbeit leisten mussten. Die Gegend um die Bucht wurde Mitte Juni 1944 von der australischen Armee besetzt und die chinesischen Gefangenen befreit. In der Folge wurde ein Stützpunkt für das Hauptquartier des 30. Infanteriebataillons (sog. Sepik Force) dort errichtet. Am 16. Juni 1944 besuchte der Kriegskorrespondent F. Simpson von der Australian Broadcasting Corporation den Ort.